# Benjamin Orenstein
Benjamin Orenstein, né le 4 août 1926 à Annopol et mort à Lyon le 10 février 2021 est un rescapé de sept camps dont Auschwitz et de la Marche de la Mort.

## Biographie
Il est né à Annopol, dans la voïvodie de Lublin en août 1926, dans une famille juive polonaise. En 1941, le village d'Annopol est transformé en ghetto. En 1941, son père est arrêté; ses frères et lui décident de faire l'échange pour avoir une chance de récupérer leur père en vie. C'est ainsi qu'il est envoyé dans un camp de travail proche de Ieniszowdont il s'enfuira après quelques semaines. Par la suite, il gardera un très mauvais souvenir de l'antisémitisme des Polonais et leur reprochera d'avoir participé à la persécution des Juifs.
Sa famille et lui sont arrêtés en automne 1942. Ses frères et lui sont déportés au camp de Budzyn tandis que le reste de sa famille est gazée à Belzec. Il dira de Budzyn que c'est pire qu'Auschwitz. En 1944, il est envoyé seul au camp d'Ostrowiec; ses frères ayant été renvoyés à Rachow pour y être exécutés. Il arrive au camp de concentration d'Auschwitz le 4 août 1944. Il porte le matricule "B4416". En janvier 1945, il participe à la marche de la mort et arrive au camp de concentration de Dora. Le 11 avril 1945, l'armée américaine libère le camp. 
Au sortir de Dora, il fait un bref séjour à l'hôpital de Thionville, puis au centre de l'Agence juive à Trevano (Suisse). Il décide d'émigrer en Palestine mandataire sur un bateau affrété par la Haganah et va vivre dans le kibboutz d’Aloumot, en Galilée. Il participe à la guerre israélo-arabe de 1948-1949. Démobilisé, il travaille comme ouvrier du bâtiment et correspond avec un cousin installé à Lyon qui, en 1951, l'invite à venir chez lui, puis le convainc de ne pas retourner en Israël. Benjamin Orenstein choisit de se fixer en France : « Je ne connaissais pas réellement ce pays (je découvrirai plus tard que c’était sans doute l’un des plus beaux du monde), mais j’avais compris que c’était un pays de liberté, et j’étais bien placé pour en connaître le prix ». Après l'expiration de son visa, il mène une vie d'immigré clandestin ; au bout de quelques mois, il obtient sa régularisation. En 1954, il rencontre une jeune femme, fille de déporté, qu'il épouse. Il aura ensuite deux enfants puis trois petits enfants.
Il ne put témoigner durant 48 ans. Mais à partir de 1987 et le procès de Klaus Barbie, il « rentrera dans la danse » comme il le disait.  Il fera du témoignage sa bataille et fera jusqu'à 50 témoignages / an à travers le monde. 
Le 26 janvier 2020, lors du 75e anniversaire de la libération du camp d'Auschwitz-Birkenau, il figure au premier rang de la cérémonie commémorative avec un autre survivant de la Shoah, Claude Bloch. Il explique l'importance vitale de témoigner et de maintenir le souvenir alors qu'il est un des derniers survivants : « La Shoah est en moi, je vis au quotidien avec la Shoah ! ». Il a été longtemps président de l’Amicale des rescapés d’Auschwitz.
Benjamin Orenstein s'est éteint le 10 février 2021. Il avait 94 ans.

## Distinction
- Chevalier de la Légion d’honneur[1]
- Commandeur des Palmes Académiques

## Citations
- « Quand j’entends ces gens prétendre que ça [le génocide] n’existe pas, alors où sont passés tous les miens ? La terre les a avalé ? Pour moi, c’est [le négationnisme] inacceptable et insupportable. Je me dis : maintenant il faut que je rentre dans la danse. »[10]
- « La Shoah est en moi, je vis avec la Shoah au quotidien. »[8]
- « Ne jamais oublier que ça [le génocide] ait eu lieu et réagir au premier incident. On ne peut pas rire de 6M de victimes. C’est une tragédie humaine et c’est pas seulement la faute des Allemands : c’est l’humanité toute entière qui a pris une gifle. Alors toute l’humanité doit surveiller et être vigilante [à ce] que ça ne recommence pas [car] il y un un danger que ça recommence. »[10]
- « Hitler voulait nous anéantir complètement. Quand moi j'ai encore des descendants qui portent mon nom, je m'attribue une toute petite victoire. »[10]

## Pièce de théâtre
- « Ces mots pour sépulture », pièce adaptée de sa biographie pour le théâtre, mise en scène par Charlotte Jarrix de la Compagnie Intrusion, en tournée depuis janvier 2015[1].